# 2MASS J00501994-3322402
2MASS J00501994-3322402 ist ein Brauner Zwerg im Sternbild Bildhauer. Er wurde 2005 von Christopher G. Tinney et al. entdeckt.
2MASS J00501994-3322402 gehört der Spektralklasse T7 an. Seine Position verschiebt sich aufgrund seiner Eigenbewegung jährlich um 1,5 Bogensekunden. 